# Aulonocara jacobfreibergi
Espèce
Synonymes
- Aulonocara jacobfreibergi (Johnson, 1974)
- Trematocranus jacobfreibergi Johnson, 1974[1]

Statut de conservation UICN

 LC  : Préoccupation mineure
Répartition géographique
Aulonocara jacobfreibergi, communément appelé Cichlidé fée ou Eureka peacock, est une espèce de poissons d'eau douce de la famille des cichlidae endémique du lac Malawi en Afrique. Cette espèce est en première apparence assez calme, mais reste un cichlidae et par définition au moins territorial en période de reproduction.

## Variétés géographiques
Un grand nombre de variétés géographiques sont connues, influençant souvent de manière très significative mais parfois de façon infime les caractéristiques méristiques et la coloration (liste non exhaustive) :
- Aulonocara jacobfreibergi "Mamelela" Undu Reef[2],[3],[4]
- Aulonocara jacobfreibergi "Boadzulu"[5],[4]
- Aulonocara jacobfreibergi "Otter Point"[6],[3],[4]
- Aulonocara jacobfreibergi "Cap Mac Clear"[7],[4]
- Aulonocara jacobfreibergi "Tsano Rock"[4]

## Taille
Cette espèce mesure adulte une taille maximale avoisinant les 15 cm, parfois un peu plus en aquarium pour les plus vieux spécimens. Les femelles reste plus petites.

## Dimorphisme
Les sexes de cette espèce de cichlidae est comme beaucoup, très simplement différenciable. En effet, les mâles sont notamment nettement plus colorés et de plus grande taille. Les femelles restent donc plus petite et possède un fond de coloration terne, brun/grise/argenté. La nageoire anale de couleur orangé.

## Reproduction
Cette espèce est incubatrice buccale maternelle, les femelles gardent les œufs, larves et tout jeunes alevins environ 3 semaines, protéger dans leur gueule (sans manger ou en filtrant très légèrement les micro-détritus). Les mâles peuvent se montrer très insistants dès les premières maturités sexuelles des femelles, il préférable de maintenir cette espèce en groupes de plusieurs individus, de manière à diviser l'agressivité d'un mâle dominant sur plusieurs individus.

## Alimentation
Une alimentation à base de vers rouges ou vers de vase est fortement déconseillée.

## Maintenance
Comme la plupart des espèces de poissons du lac Malawi une température comprise en 22 °C et 26 °C est nécessaire pour une bonne maintenance. Un pH compris entre 7.5 et 8.0 ; un dH compris entre 9 et 19.

## StatutIUCN
Cette espèce de cichlidae est classé Préoccupation mineur (LC) sur la liste rouge des espèces menacées IUCN du fait de sa zone de répartition relativement grande dans le lac Malawi, répandue dans les régions méridionales. Notamment à Nkudzi, Monkey Bay, Nankumba, Îles Domwe ainsi que certaines autres régions.

## Croisement, hybridation, sélection
Il est impératif de maintenir cette espèce et le genre Aulonocara seul ou en compagnie d'autres espèces, d'autres genres, mais de provenance similaire (lac Malawi). toutes les femelles du genre étant très semblables. Le commerce aquariophile a également vu apparaitre un grand nombre de spécimens provenant d'Asie notamment et aux couleurs des plus farfelues ou albinos. En raison de la sélection, hybridation et autres procédés chimiques et barbares de laboratoires. Visuellement, de forme ou d'aspect parfois plus attrayant, mais l'aspect « voilé », « buble » ou autres aberrations et dégénérescences laissant la majorité du temps des troubles de comportement. Aulonocara jacobfreibergi étant certainement l'espèce du genre la plus recherchée.

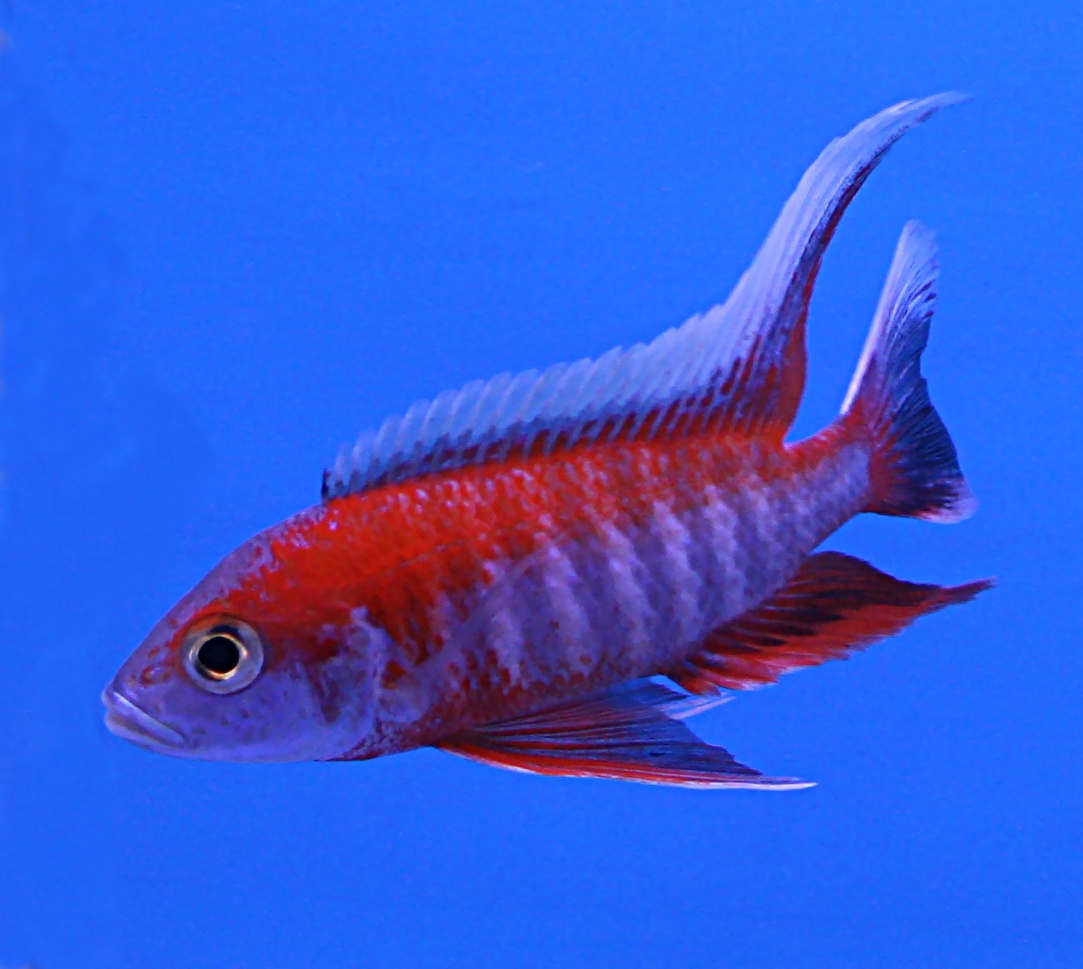
commercialement : "A. jacobfreibergi eureka red" mâle de sélection et de laboratoire rouge sang